# Hà Lạt Húc Liệt
Hà Lạt Húc Liệt (Qara Hülëgü, mất năm 1252) là hãn của Hãn quốc Sát Hợp Đài (1242 - 1246, 1252). Ông là con trai của Mö'etüken (bị giết trong cuộc vây hãm Bamiyan), là cháu nội của Sát Hợp Đài và là chắt của Thành Cát Tư Hãn.